# Igloolik
Igloolik es una aldea canadiense situada en el territorio de Nunavut.

## Superficie
Igloolik tiene una superficie de 104,86 km².

## Demografía
En 2021, tenía 2049 habitantes, una densidad poblacional de 19,5 hab./km², y 468 viviendas.